# Redécouverte
Redécouverte (titre original : Rediscovery) est un roman du Cycle de Ténébreuse, écrit par Marion Zimmer Bradley et Mercedes Lackey, publié en 1993.